# Gornje Nedeljice
Gornje Nedeljice (Servisch cyrillisch Горње Недељице) is een plaats in de Servische gemeente Loznica. De plaats telt 699 inwoners (2002).